# Furkan Motori
Furkan Nehat Motori, född 18 augusti 1995, är en svensk fotbollsspelare som spelar för FC Trelleborg.

## Karriär

### Trelleborgs FF
Motori började spela fotboll i Trelleborgs FF som femåring. Knappt ett år senare slutade Motori och höll ett uppehåll från fotbollen i tre år innan han återvände till TFF som nioåring. I juni 2014 flyttades Motori upp i A-laget. I november 2015 förlängde han sitt kontrakt med ett år.
I maj 2016 råkade Motori ut för en korsbandsskada, vilket gjorde att han missade resten av säsongen. I november 2016 förlängde Motori sitt kontrakt med två år. Efter säsongen 2018 lämnade han klubben.

### Karlslunds IF
I mars 2019 värvades Motori av division 1-klubben Karlslunds IF.

### Österlen FF
I november 2019 värvades Motori av division 2-klubben Österlen FF.

### FC Trelleborg
Inför säsongen 2023 gick Motori till division 3-klubben FC Trelleborg.